# Élections constituantes de 1946 en Vaucluse
Les élections constituantes françaises de 1946 se tiennent le 2 juin. Ce sont les deuxièmes élections constituantes, après le rejet du projet de Constitution française du 19 avril 1946 lors du référendum du 5 mai.

## Mode de scrutin
L'assemblée constituante est composée de 586 sièges pourvus au scrutin proportionnel plurinominal suivant la règle de la plus forte moyenne dans chaque département, sans panachage ni vote préférentiel.
Dans le département de Vaucluse, quatre députés sont à élire.

## Élus
| Député sortant | Parti | Parti | Député élu ou réélu | Parti | Parti   |
| -------------- | ----- | ----- | ------------------- | ----- | ------- |
| René Arthaud   |       | PCF   | René Arthaud        |       | PCF     |
| Charles Lussy  |       | SFIO  | Charles Lussy       |       | SFIO    |
| Jean Geoffroy  |       | SFIO  | Édouard Daladier    |       | Rad-soc |
| André Noël     |       | MRP   | Paul Couston        |       | MRP     |

## Résultats

### Résultats à l'échelle du département
| Parti    | Parti    | Tête de liste    | Résultats | Résultats | Sièges |  |
| Parti    | Parti    | Tête de liste    | Voix      | %         |        |  |
| -------- | -------- | ---------------- | --------- | --------- | ------ |  |
|          | PCF      | René Arthaud     | 36 939    | 30,42     | 1      |  |
|          | SFIO     | Charles Lussy    | 31 044    | 25,57     | 1 1    |  |
|          | RGR      | Édouard Daladier | 28 845    | 23,76     | 1 1    |  |
|          | MRP      | Paul Couston     | 24 587    | 20,25     | 1      |  |
|          |          |                  |           |           |        |  |
| Inscrits | Inscrits | Inscrits         | 151 524   | 100,00    | 4      |  |
| Votants  | Votants  | Votants          | 124 116   | 81,91     |        |  |
| Exprimés | Exprimés | Exprimés         | 121 415   | 97,82     |        |  |